# NGC 3147
NGC 3147 is een spiraalvormig sterrenstelsel in het sterrenbeeld Draak. Het hemelobject werd op 3 april 1785 ontdekt door de Duits-Britse astronoom William Herschel.

## Synoniemen
- UGC 5532
- MCG 12-10-25
- ZWG 333.22
- IRAS10126+7339
- PGC 30019